# Henfstädt
Henfstädt est une commune allemande de l'arrondissement de Hildburghausen, Land de Thuringe.

## Géographie
Henfstädt se situe dans la vallée de la Werra.
| Marisfeld   |           | Oberstadt |
| Leutersdorf | Henfstädt |           |
|             |           | Themar    |

## Histoire
Henfstädt est mentionné pour la première fois en 914. De nombreuses familles nobles de la région se font enterrer au château d'Osterburg.
Henfstädt est la scène de chasses aux sorcières entre 1612 et 1629. Cinq femmes subissent un procès. L'une est brûlée, et Margaretha Götze, 70 ans, fait plusieurs tentatives de suicide avant sa mort sous la torture.

## Personnalités liées à la commune
- Hieronymus Hornschuch (1573-1616), écrivain.